# 차원

0차원 점부터 1차원 선분, 2차원 사각형, 3차원 정육면체와 4차원 초입방체까지 전개하는 모습

1차원부터 6차원까지의 초입방체의 모습

수학에서, 어떤 대상의 모든 원소들을, 몇 개 (또는 무한대)의 정해진 원소들 {\displaystyle x_{1},x_{2},\dots ,x_{n}}을 조합해서 모두 나타낼 수 있을 때, 그 정해진 원소들을 기저라고 부르며, 기저 원소의 수를 차원(次元)이라고 한다. 이 개념은 수학의 여러 분야에서 각 분야에 맞게 정의되어 있다.
예를 들어, 평면에 포함된 한 점의 위치를 지정하는 데에는 두 개의 숫자가 필요하다. (보다 구체적으로 말해, 지구의 일부분을 묘사한 지도에서 특정한 위치를 찾아내기 위해서는 위도와 경도라는 두 개의 숫자를 알아야 한다.) 이 경우 모두 2차원이다. 모든 2차 실수 계수 다항식들의 집합 {\displaystyle \{ax^{2}+bx+c\,|\,a,b,c\in \mathbb {R} \}}의 원소는 {\displaystyle x^{2},x,1}의 조합으로 모두 표현된다. 따라서 이 경우는 3차원이다.

## 차원의 종류
수학에서 차원 개념이 정의된 분야는 아주 다양하며, 하나의 정의가 이 여러 필요를 전부 만족시키는 것은 불가능하다. 아래는 수학의 여러 분야에서 쓰이는 차원 개념들의 목록이다.

### 벡터 공간
선형대수학에서 다루는 공간은 선형 공간(벡터 공간)이다. 선형 공간에는 기저라는 부분 집합이 존재하며, 해당 선형 공간의 모든 원소들은 기저 원소들의 선형 결합이다. 기저의 원소 수(보다 일반적으로는 기저의 기수)를 그 선형 공간의 차원이라고 한다. 모든 2차원 실벡터들은 선형 공간 {\displaystyle \{(a,b)|\,a,b\in \mathbb {R} \}}이며, 모든 원소에 대해 {\displaystyle (a,b)=a(1,0)+b(0,1)}이 성립하므로 {\displaystyle \{(1,0),(0,1)\}}는 이 선형 공간의 기저이며 2차원이다. 모든 2차 실수 계수 다항식들은 선형 공간 {\displaystyle \{ax^{2}+bx+c\,|\,a,b,c\in \mathbb {R} \}}이며 {\displaystyle \{x^{2},x,1\}}는 이 공간의 기저가 되며 3차원이다.

### 다양체
흔히 생각하는 기하학적 대상은 대부분 다양체이다. 이는 전부 근본적으로는 n차원 유클리드 공간 En의 차원 개념에서 유래한 것이다. 점 E0은 0차원이고, 직선 E1은 1차원이며, 평면 E2은 2차원이다. 보다 일반적으로, En은 n차원이다. 또한 4차원 초입방체는 4차원 대상의 좋은 예가 된다.
연결 위상다양체는 국소적으로 n차원 유클리드 공간과 위상동형이며, 이때 이 다양체를 n차원이라고 한다. 이 방법으로, 모든 연결 위상다양체에 대해 차원이 유일하게 정의됨을 보일 수 있다.
위상수학에서 1차원 및 2차원의 다양체론은 대체로 간단하고, 차원이 5 이상인 경우는 많은 수의 차원 상에서의 작업을 통해 문제를 간략화시킬 수 있는 반면, 3차원과 4차원의 경우가 가장 어려운 경우가 많다. 이는 푸앵카레 추측을 비롯한 여러 경우에서 나타난 현상이다.

### 하우스도르프 차원
위상 공간 {\displaystyle S}와 반지름 {\displaystyle r}이 주어졌을 때, {\displaystyle S}를 {\displaystyle N(r)}개의 공으로 덮을 수 있다고 하자. 하우스도르프 차원 {\displaystyle d}는 {\displaystyle r}이 {\displaystyle 0}으로 갈 때 {\displaystyle N(r)}가 {\displaystyle r^{-d}}로 수렴하게 만드는 유일한 실수 {\displaystyle d}를 말한다.

### 르베그 덮개 차원
르베그 덮개 차원은 차원의 위상수학적 정의에 해당한다. 위상 공간 {\displaystyle X}의 르베그 덮개 차원 {\displaystyle \dim X}는 다음 조건을 만족시키는 최소의 정수 {\displaystyle n\geq -1}이다.
- 임의의 열린 덮개 {\displaystyle {\mathcal {U}}}에 대하여, {\displaystyle \max _{x\in X}|\{C\in {\mathcal {C}}\colon x\in C\}|\leq n+1}인 {\displaystyle {\mathcal {U}}}의 열린 세분 {\displaystyle {\mathcal {C}}}가 존재한다.

만약 위 조건을 만족시키는 정수가 없다면, {\displaystyle \dim X=\infty }로 정의한다.

### 크룰 차원
가환환의 크룰 차원은 볼프강 크룰 (Wolfgang Krull)의 이름을 따 지어진 개념으로, 소 아이디얼들의 강한 포함관계(strict inclusion)에 의한 사슬의 길이가 가질 수 있는 극대값으로 정의된다.

## 낮은 차원

### 0
0차원의 폴리토프는 점이다.

## 수학 이외에서 차원 개념의 적용

### 물리학

#### 공간 차원
고전 물리학은 물리 우주가 3개의 차원을 갖는 것으로 묘사한다. 공간의 각 점에서 움직일 수 있는 기본 방향을 위-아래, 왼쪽-오른쪽, 앞-뒤의 3가지로 생각하면 모든 그 이외 다른 방향으로의 움직임 또한 이 세 가지 방향으로의 움직임을 조합한 것으로 표현할 수 있기 때문이다. 특히 왼쪽을 양의 방향이라고 할 때, 오른쪽으로의 움직임은 왼쪽으로 음수만큼 움직이는 것과 같다고 본다. 즉, 고전 물리학은 3차원 유클리드 공간이라는 내적 공간을 물리적 공간의 수학적 구조로 보았다.

#### 시간 차원
흔히 시간을 네 번째 차원이라고 말하기도 한다. 하지만 모든 운동은 시간축 상에서 한 방향으로만 일어나는 것으로 인식된다는 점에서 시간은 물리학적으로 상당한 차이점이 있다. 물론 수학적 구조상으로는 입자가 움직이는 공간의 세 축과 시간을 모두 실수 직선들로 보고 4차원 공간 {\displaystyle \mathbb {R} ^{4}}로 보면 된다. 그러나 ,입자가 움직일 수 있는 공간과 시간은 물리학적 해석에 큰 차이가 있다. 따라서 아리스토텔레스와 이후의 고전 물리학에서는 시간을 네 번째 차원이라고 생각하지 않는다.
물리학에서 처음으로 시간 차원을 제 4차원으로 본 이론은 특수상대성이론이다. 특수상대성이론에서는 4차원 다양체인 민코프스키 공간을 우주의 수학적 구조로 본다. 민코프스키 공간은 {\displaystyle \mathbb {R} ^{4}}에 민코프스키 내적을 부여한 공간이다. 민코프스키 공간은 기하학적으로 유클리드 공간과 다르며, 특수상대성이론의 물리 현상들을 설명하기에 적절하다.

#### 추가 차원
물리학의 끈 이론이나 M-이론 등은 우리 우주가 익히 알려진 입자가 움직일 수 있는 3개의 차원 외에 아원자 규모의 추가 차원을 갖고 있어서, 실제의 시공간이 10차원이나 11차원일 것으로 예측하고 있다. 이는 현 시점에서 실험적으로 검증되지 않았다.
칼루자-클라인 이론에 따르면 공간은 3차원이 아니라 5차원이라고 한다. 그들은 중력과 전자기력을 5차원 이론으로 통합하려고 했다.

## 같이 보기
- 선형 공간
- 다양체
- 상대성이론
- 일반상대성이론